# Siparuna aspera
Siparuna aspera är en tvåhjärtbladig växtart som först beskrevs av Ruiz & Pav., och fick sitt nu gällande namn av A. Dc.. Siparuna aspera ingår i släktet Siparuna och familjen Siparunaceae. Inga underarter finns listade i Catalogue of Life.